# Kiambu
Kiambu é uma vila do Quénia, situada na província Central. Tem 13.814 habitantes, e uma elevação de 1.720 m. É a capital do distrito de Kiambu.